# Mike Verschuren
Mike Verschuren (* 15. Juli 1992 in Eindhoven) ist ein niederländischer Eishockeyspieler, der seit 2019 erneut bei den Eindhoven Kemphanen unter Vertrag steht und mit dem Klub in der zweitklassigen Eerste divisie spielt. Sein Bruder Nick ist ebenfalls niederländischer Nationalspieler.

## Karriere

### Clubs
Mike Verschuren begann seine Karriere als Eishockeyspieler in seiner Geburtsstadt bei den Eindhoven Ijsbrekers, für die er bereits als 16-Jähriger in der Eerste divisie, der zweithöchsten niederländischen Spielklasse, spielte. 2009 wechselte er zum Lokalrivalen Eindhoven Kemphanen, für die er in der Spielzeit 2010/11 sein Debüt in der Ehrendivision gab. Seit 2015 spielte er mit dem Klub in der neugegründeten belgisch-niederländischen BeNe League. Als sich die Kemphanen 2018 aus der BeNe League zurückzogen, wechselte er zum Ligarivalen Hijs Hokij Den Haag. Zuvor spielte er jedoch im Sommer 2018 für die West Auckland Admirals in der New Zealand Ice Hockey League, die er mit dem Klub gewinnen konnte. 2019 kehrte er nach Eindhoven zurück und spielt dort in der Eerste divisie.

### International
Für die Niederlande nahm Tummers an den Spielen der U18-Weltmeisterschaft in der Division II 2009 und 2010 sowie den U20-Junioren-Weltmeisterschaften 2011 und 2012 ebenfalls in der Division II teil.
Bei der Weltmeisterschaft der Division II 2016 debütierte er für die Herren-Nationalmannschaft und stieg mit ihr in die Division I auf. Zudem vertrat er seine Farben bei der Qualifikation für die Olympischen Winterspiele in Pyeongchang 2018.

## Erfolge und Auszeichnungen
- 2016 Aufstieg in die Division I, Gruppe B, bei der Weltmeisterschaft der Division II, Gruppe A
- 2018 Neuseeländischer Meister mit den West Auckland Admirals

## Statistik
(Stand: Ende der Spielzeit 2022/23)